# Grande Cache Airport
Grande Cache Airport är en flygplats i Kanada.   Den ligger i provinsen British Columbia, i den centrala delen av landet, 3 200 km väster om huvudstaden Ottawa. Grande Cache Airport ligger 2 271 meter över havet.
Terrängen runt Grande Cache Airport är kuperad åt nordost, men åt sydväst är den bergig. Trakten runt Grande Cache Airport är nära nog obefolkad, med mindre än två invånare per kvadratkilometer.. Det finns inga samhällen i närheten. 
Trakten runt Grande Cache Airport består i huvudsak av gräsmarker.